# Attagenus jelineki
Attagenus jelineki es una especie de coleóptero de la familia Dermestidae.

## Distribución geográfica
Habita en Irán y Turquía.